# Dinocheirus validus
Dinocheirus validus es una especie de arácnido  del orden Pseudoscorpionida de la familia Chernetidae.

## Distribución geográfica
Se encuentra en el oeste de Estados Unidos.